# Śmierć cieplna Wszechświata
Śmierć cieplna Wszechświata (Wielki Chłód) – hipotetyczny koniec zmian we Wszechświecie spowodowany maksymalizacją entropii i osiągnięciem w ten sposób równowagi termicznej.

## Ewolucja stanowisk
Termin ten został po raz pierwszy użyty w 1854 przez Hermanna von Helmholtza na podstawie wniosków Rudolfa Clausiusa wynikających z II zasady termodynamiki.
W początkowych latach po opracowaniu hipotezy przeciwstawiał jej się jedynie William John Macquorn Rankine. Dopiero pod koniec lat 60. XX wieku pojawiać zaczęli się naukowcy odrzucający tę hipotezę, niekiedy proponując alternatywne. W podobnym okresie zaczęto wplatać prawa entropii w argumentację na rzecz stworzenia Wszechświata. Z największym sprzeciwem hipoteza śmierci cieplnej wszechświata spotkała się w Niemczech, gdzie nie przyjęła się ona ideologicznie i kulturowo. Nieco mniejszy, lecz również znaczący sprzeciw pojawił się w Wielkiej Brytanii.
Do szerszego grona odbiorców hipoteza dotarła w latach 20. XX wieku, gdy temat śmierci cieplnej Wszechświata podjęły media i literatura popularna. Pod koniec drugiej dekady XX wieku dyskurs naukowy szczególnie intensywnie roztaczał się wokół natury promieniowania kosmicznego. Debatę prowadziło głównie dwóch naukowców: James Hopwood Jeans i Robert Millikan. Według Millikana promieniowanie kosmiczne stanowiło znamienny przykład zamiany promieniowania w materię. Opracował teorię zakładającą cykliczność Wszechświata. Jeans podważył zarówno teorię samą w sobie, jak i pośrednio w niej wyrażone powątpiewanie w jednokierunkowy rozwój Wszechświata.